# Envoyé spécial
Pour les articles homonymes, voir Envoyé spécial (homonymie).
Envoyé spécial est un magazine hebdomadaire de la rédaction de France 2 diffusé le jeudi en première partie de soirée. Créé en 1990, il est présenté par Élise Lucet depuis 2016.

## Historique
En 1987, Antenne 2 lance un premier magazine appelé Édition spéciale, présenté par Bernard Rapp et diffusée chaque jeudi en deuxième partie de soirée du 17 septembre 1987 au 21 janvier 1988, puis par Claude Sérillon du 4 février 1988 au 6 juillet 1989. Le programme est déprogrammé, à la suite d'audiences insuffisantes.
Le 18 janvier 1990, Antenne 2 choisit de lancer un nouveau magazine d'information dénommé Envoyé spécial, mais en le programmant de manière régulière (le jeudi soir en prime-time). Celui-ci est animé par Paul Nahon et Bernard Benyamin en alternance jusqu'en janvier 2001. Ils passent le relais, lors de l'émission du 25 janvier 2001, à Françoise Joly et Guilaine Chenu, jusqu'au 23 juin 2016. Il est repris par Élise Lucet à partir de septembre 2016.
Le 13 janvier 2000, l'émission fête ses 10 ans et à cette occasion, en plus de l'émission en prime-time, une sélection parmi les quelque 1200 reportages diffusés depuis le début a été programmée dans la nuit suivante,.
En juin 2010, sur France 2, l'émission fête ses 20 ans avec une émission spéciale durant laquelle des personnalités commentent des reportages diffusés au cours de la double décennie.
En novembre 2021, l'audience d'Envoyé spécial bat des records en diffusant une enquête basée sur des témoignages de victimes de Nicolas Hulot, suscitant des critiques contre le journalisme d'investigation.

### Émissions jalons
- 200e émission : 9 février 1995[9]
- 300e émission : 26 juin 1997[10]
- 400e émission : 16 mars 2000
- 500e émission : 28 novembre 2002[11],[12].

## Générique
L'indicatif de l'émission est composé par Even de Tissot. La première et actuelle version du générique de l'émission a été enregistrée en janvier 1990 au studio Cloé Musique. Produite par MCT production : René Taquet. Arrangement et programmation : Didier Egea. Guitare : Yann Benoist.
Une version remixée, utilisant des notes de guitare électrique, a été utilisée de septembre 1996 à juin 1998.

## Audiences
- Pendant ses dix premières années, l'émission rassemblait environ 4,5 millions de spectateurs chaque jeudi soir[13]. En fonction des sujets, l'audience variait entre trois et sept millions de spectateurs.
- En moyenne, l'émission rassemble environ 4 millions de téléspectateurs[14].

| Chaîne   | Date de diffusion       | Reportage                                                   | Audience moyenne          | Audience moyenne | Références |
| Chaîne   | Date de diffusion       | Reportage                                                   | Nombre de téléspectateurs | PDM              | Références |
| -------- | ----------------------- | ----------------------------------------------------------- | ------------------------- | ---------------- | ---------- |
| France 2 | Jeudi 29 septembre 1994 | Les enfants d'Haïti La prostitution enfantine Le bégaiement | 7 100 000                 | n.d              | [ 15 ]     |
| France 2 | Jeudi 6 octobre 1994    | Drancy                                                      | 5 500 000                 | 28 %             | [ 16 ]     |
| France 2 | Jeudi 10 juillet 2014   | Carnet de voyage                                            | 3 600 000                 | 16,1 %           | .          |
| France 2 | Jeudi 8 janvier 2015    | Charlie Hebdo                                               | 5 100 000                 | 20,7 %           | [ 18 ]     |
| France 2 | Jeudi 15 janvier 2015   | Djihadisme français                                         | 4 100 000                 | 17,2 %           | [ 19 ]     |
| France 2 | Jeudi 25 juin 2015      | Running, pourquoi la France court ?                         | 3 400 000                 | 15,8 %           | [ 20 ]     |
| France 2 | Jeudi 2 février 2017    | Penelope Fillon : l'interview oubliée (affaire Fillon)      | 5 400 000                 | 21,5 %           | [ 21 ]     |

Légende :
- Le plus haut chiffre d'audience

## Budget
L'émission passe, entre 1990 et 1992, d'environ 100 000 € pour 52 minutes, à un budget de 150 000 € pour 1 h 30 d'émission. En même temps, le nombre de sujets diminue (pour se stabiliser à une moyenne de trois par émission) alors que la durée des reportages augmente (de dix à vingt, voire trente minutes en moyenne).[réf. souhaitée]
Depuis 2001 le temps de l'émission est passé à 2 h avec en moyenne trois reportages, le budget a donc augmenté en conséquence mais aucune donnée financière n’est alors rendue disponible.[réf. souhaitée]

## Anecdotes
- L'émission a consacré un sujet à Wikipédia le 8 novembre 2012, intitulé : « Faut-il croire en Wikipédia ? ». L'un des contributeurs a publié un article de compte rendu[22].

## Polémiques
En janvier 2014, l'émission a été durement mise en cause par le Conseil supérieur de l'audiovisuel (CSA) pour manquements déontologiques, prévus à l’article 35 du cahier des charges de la chaîne[réf. nécessaire].
En septembre 2016, la direction de France 2 a décidé de retarder la diffusion d'un numéro d'Envoyé spécial (le premier présenté par Élise Lucet), traitant de l'affaire Bygmalion, pour ne pas influencer la primaire du parti Les Républicains pour la présidentielle de 2017. Ce reportage n'a finalement pas été repoussé et a été diffusé le 29 septembre.
En octobre 2018, la diffusion du reportage Gaza, une jeunesse blessée, consacrée aux victimes de la répression des marches du retour, suscite de vives protestations de l'ambassade d'Israël en France, qui y voit un risque « d'alimentation de l'antisémitisme ». Le CSA a considéré, après examen, que le reportage respectait la réglementation et la déontologie du journalisme.

## Format dérivé
- Carnet de voyage d'Envoyé spécial, version estivale d'Envoyé spécial.
- Envoyé spécial, la suite, un magazine diffusé le samedi à 14 h à partir de janvier 2010 jusqu'à septembre 2014, toujours sur France 2[26]. Présenté en alternance par Françoise Joly et Guilaine Chenu[26], il vise, dans la continuité du magazine principal du jeudi soir[27], à montrer l'évolution des reportages sur les phénomènes de sociétés diffusés au cours des vingt années d'émissions.
- #Mon Envoyé Spécial, un magazine diffusé le samedi à 14 h à partir de septembre 2014. Chaque semaine, les internautes choisissent de voir ou revoir un reportage, une enquête ou un document, puis adressent leurs questions à Guilaine Chenu et Françoise Joly, qui y répondent en plateau.

#### Vidéos
- Les derniers replay vidéos sur la page officielle de l'émission sur le site de France 2.
- La quasi-totalité des archives vidéos de l'émission sont disponibles sur la chaîne officielle YouTube depuis septembre 2017.
- Quelques anciennes archives vidéos sont disponibles sur le site de l'Ina.